# Victoria Asare-Archer
Victoria Asare-Archer (* 20. Jahrhundert in London) ist eine britische Autorin ghanaischer Herkunft, die sowohl Drehbücher für Filme als auch für ein Virtual Reality Spiel schrieb.

## Leben und Karriere
Schon als Kind las Victoria Asare-Archer ausgesprochen viel. Sie verbrachte ihre Freizeit gern in Büchereien. Nachdem sie 2020 das Drehbuch für das Virtual Reality Spiel Doktor Who: The Runway geschrieben hatte, fand sie die Tatsache besonders wichtig, dass dieses Spiel in zahlreichen öffentlichen Büchereien Großbritanniens gezeigt wurde.
2020 wurde sie von der Radio Times ausgezeichnet; sie kam auf deren Liste der 100 wichtigsten Stimmen im britischen Fernsehen.
Sie verfasste 2021 für zwei Episoden der Netflixserie Stay Close (Wer einmal lügt) der Red Production Company das Drehbuch. Stay Close, basierend auf einem Buch von Harlan Coben, wurde im Januar 2022 die meistgesehene englische Serie der Streaming-Plattform und gehörte zu den beliebtesten zehn Serien in 70 Ländern in diesem Zeitraum.
Daran anschließend schrieb sie in Zusammenarbeit mit Harlan Coben das Drehbuch zu Ich vermisse dich, einer Netflixserie der Quay Street Productions mit Rosalind Eleazar in der Hauptrolle, die ab Januar 2025 auf Netflix abrufbar war. In ihrer Arbeit für Ich vermisse dich musste Asare-Archer das vorhandene Buch so adaptieren, dass sie einerseits die besten Teile und Szenen beibehielt, andererseits musste sie neue Wege finden und das 2014 erschienene Buch modernisieren und beispielsweise innere Dialoge für einen Film entsprechend umarbeiten. Über ihre Arbeit für Ich vermisse dich sagte Victoria Asare-Archer: „… from the very first script, [Kat] was a Black woman. That's the magic of Quay Street specifically and I've worked with them a few times, the second you have a Black lead then well actually, her friends and family are going to be Black. You're building a whole world around this character just from that single choice of having a Black writer.“ (… von der ersten Drehbuchversion an war [Kat] eine schwarze Frau. Das ist die Magie von Quay Street [Productions], und ich habe schon ein mehrfach mit ihnen zusammengearbeitet: Sobald man eine schwarze Hauptfigur hat, werden auch ihre Freunde und ihre Familie schwarz sein. Man baut eine ganze Welt um diese Figur herum auf, nur weil man sich für einen schwarzen Autor entschieden hat.)
Sie lässt sich in ihrem Schreiben von der Drehbuchautorin Shonda Rhimes inspirieren, wie sie selbst sagte. Rhimes habe sie dazu angeregt, auch chaotische, brillante und komplizierte Rollen für Frauen zu schreiben.

## Filmografie (Auswahl)
- 2017: Wolfblood – Verwandlung bei Vollmond (1 Episode)
- 2017: Hetty Feather (2 Episoden)
- 2019: Turn Up Charlie (1 Episode)
- 2019: The Athena (2 Episoden)
- 2020: Death in Paradise (1 Episode)
- 2021: Wer einmal lügt (Fernsehserie, 2 Episoden)
- 2025: Ich vermisse dich (Fernsehserie, alle 5 Episoden)

## Games
- 2020: Doctor Who: The Runaway (Virtual Reality Spiel)